# Fernand Gillet
Fernand Gillet   (10è districte de París, 15 d'octubre de 1882 - Boston, 8 de març de 1980) va ser un oboista nord-americà francès i naturalitzat, recordat sobretot per haver estat el principal oboista de lOrquestra Simfònica de Boston del 1925 al 1946. També és conegut per la seva tasca com a professor d'instruments de fusta a diverses institucions destacades dels Estats Units i Canadà. Els seus Exercicis sobre les Gammes, les Intervalles i lStaccato encara són un llibre d'instruccions àmpliament utilitzat per als intèrprets de fusta de les universitats i els conservatoris. "The International Double Reed Society" celebra anualment un concurs musical i un fagot conegut assisteix: al Concurs Internacional Fernand Gillet-Hugo Eugene Fox.

## Vida i carrera
Nascut a París, Gillet va començar a estudiar al Conservatori de París als 14 anys. El seu principal professor al conservatori era el seu oncle, l'oboista francès Georges Gillet (1854-1920). Als 19 anys es va convertir en el principal oboista de lOrquestra Lamoureux i, als 20, es va convertir en el principal oboista de l'Òpera de París. Va romandre en aquest lloc fins a l'esclat de la Primera Guerra Mundial. Durant la guerra va servir de pilot a la Força Aèria Francesa.
El 1925 Gillet es va traslladar als Estats Units per convertir-se en el principal oboista de lOrquestra Simfònica de Boston amb el director Serge Koussevitzky. Va exercir aquest càrrec durant els propers 21 anys, destacant la realització de diversos enregistraments amb l'orquestra. Es va convertir en un ciutadà naturalitzat dels Estats Units l'11 de setembre de 1933, a través del tribunal de districte dels Estats Units per al districte de Massachusetts, Boston. A partir de setembre de 1942, es va unir a la facultat del "New England Conservatory" de Boston on va romandre més de trenta anys. Durant molts anys també va ensenyar simultàniament a les facultats del Conservatori de música del Québec a Mont-real i de la Universitat de Boston. Va continuar ensenyant els darrers anys de la seva vida. Entre els seus destacats alumnes hi havia Marc Lifschey, Robert Freeman, Eugene Lacritz, Jean Northrup, Pierre Rolland, Raymond Toubman i Allan Vogel. En la presa de possessió de Freeman el 1973 com a director de l'"Eastman School", Gillet va obtenir un títol honorífic de DMA.